# Дом Кочубея
Дом Кочубея — памятник архитектуры. Расположен в Санкт-Петербурге, современный адрес дома — Фурштатская улица, 24.

## История
До 1800 года участок был разделён на два владения; объединение произошло после того, как их купила жена генерала Меллер-Закомельского баронесса Софья Павловна. После её смерти участок перешёл её дочери Анне Петровне, жене М. А. Майкова. В начале XIX века на нём стоял построенный Д. И. Гриммом в начале XIX века особняк; во второй половине века он принадлежал М. А. Волконской и М. А. Стенбок (с 1858 года). В 1869 году был построен правый дворовой флигель, в 1891 году — ещё один каменный нежилой флигель по проекту Г. Г. фон Голи.
В 1905 году участок купил В. С. Кочубей. Современное здание в стиле модерн было построено для него в 1908—1909 годах по проекту Р. Ф. Мельцера. У главного фасада три ризалита, центральный выше боковых, в нём расположен парадный вход (сделанный позже постройки самого дома). У правого ризалита есть арка на два этажа, украшенная металлическим фонарём на своде. Стены (в том числе на служебных корпусах) облицованы белыми керамическими плитками, использованы металлические узорные решётки, майоликовые панно с рельефными гирляндами и корзинами с венками.
В парадных комнатах сохранились изразцовые камины и печи, лепные украшения. Ряд помещений, включая вестибюль, отделан дубом. У дома есть замкнутый двор с садиком.
В 1917—1918 годах в здании находился Штаб воздушной обороны Петрограда. С 1920-х годов дом заняли медицинские учреждения: с 1928 года — Туберкулезный диспансер Центрального района, с 1950-х годов в доме находилась детская поликлиника № 8 Дзержинского района, после реконструкции в 2009 году — бизнес-центр «Фурштатская, 24» с рестораном «Кочубей-клуб».

## Галерея

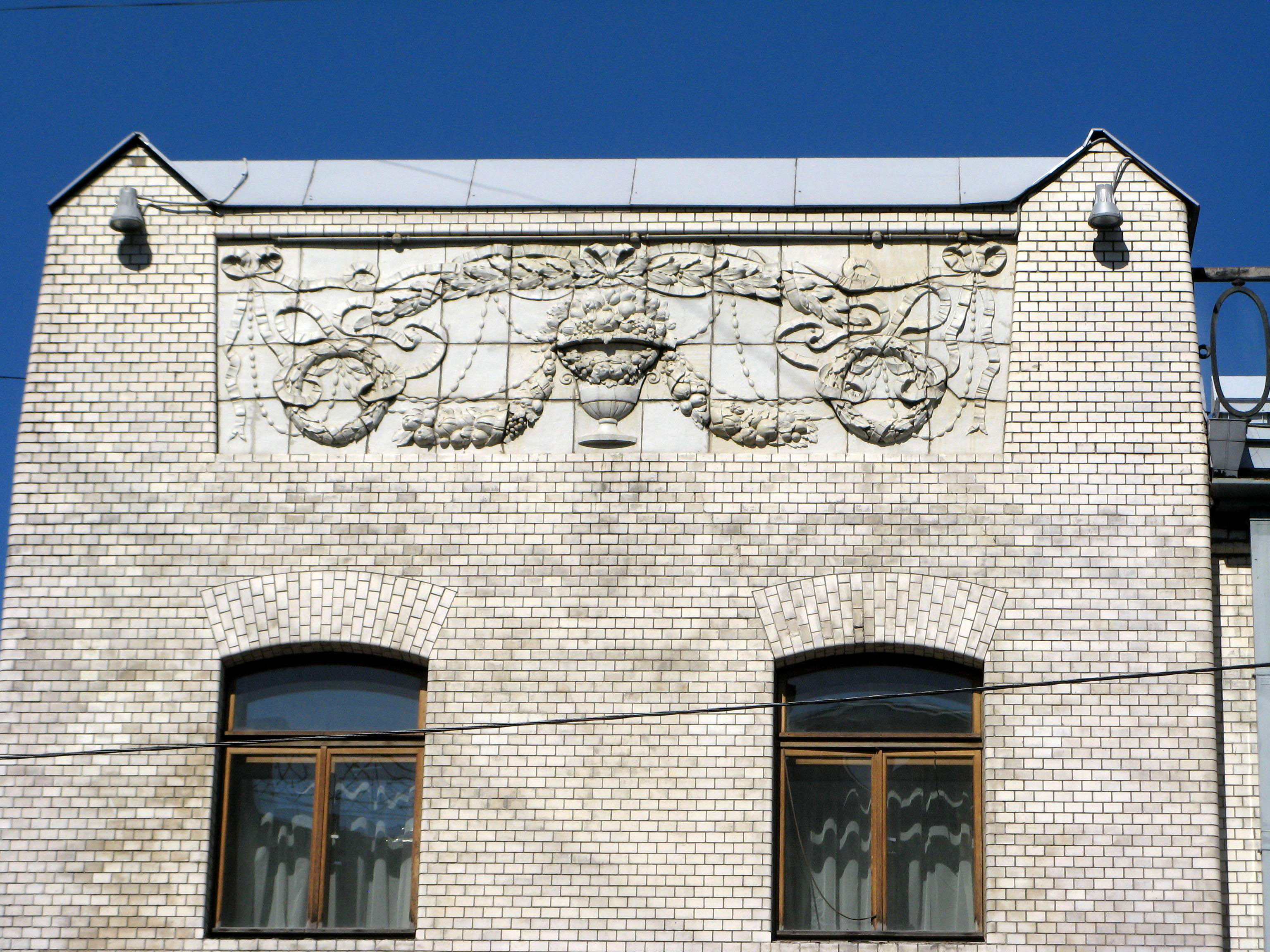
Панно
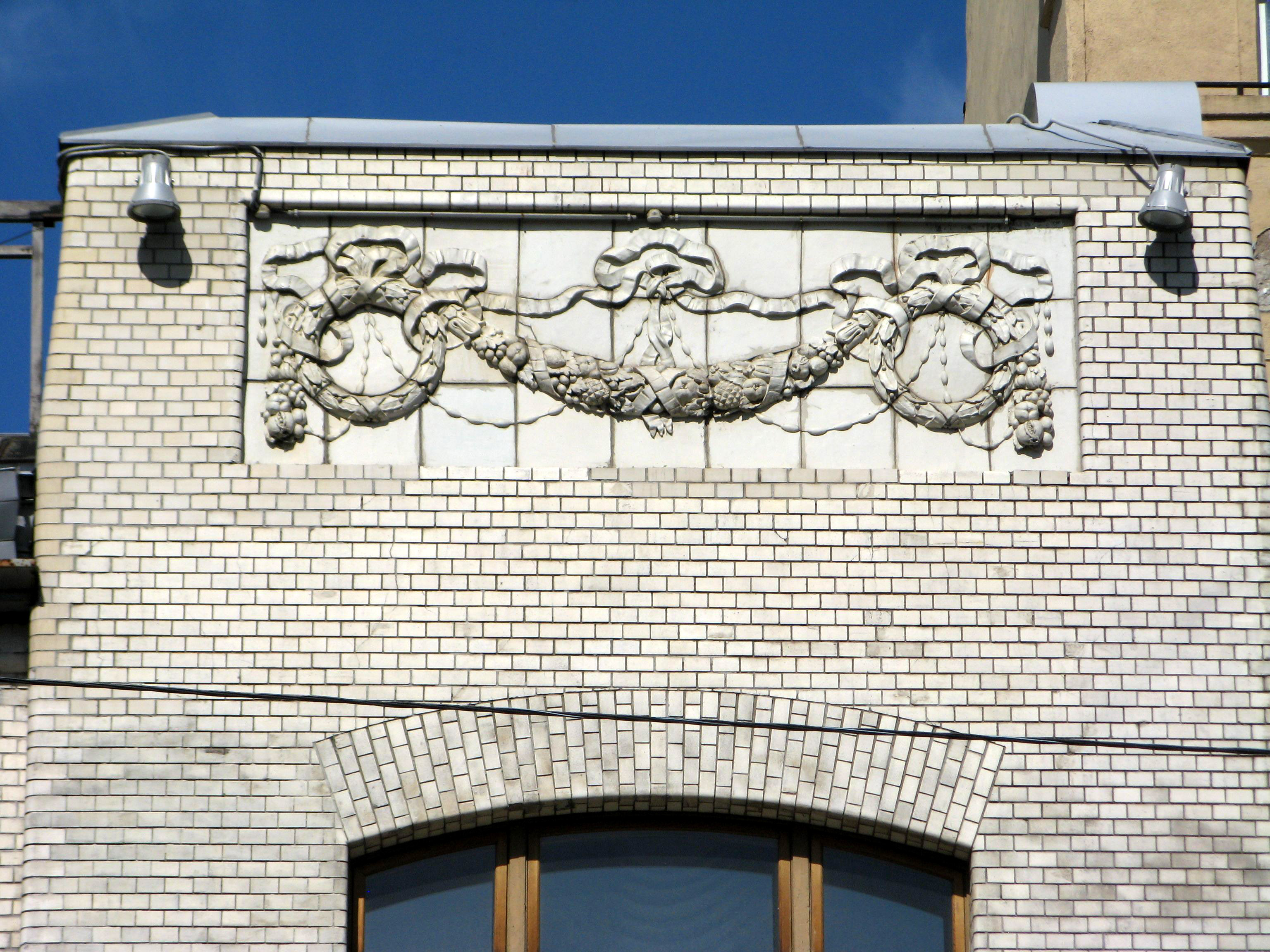
Панно
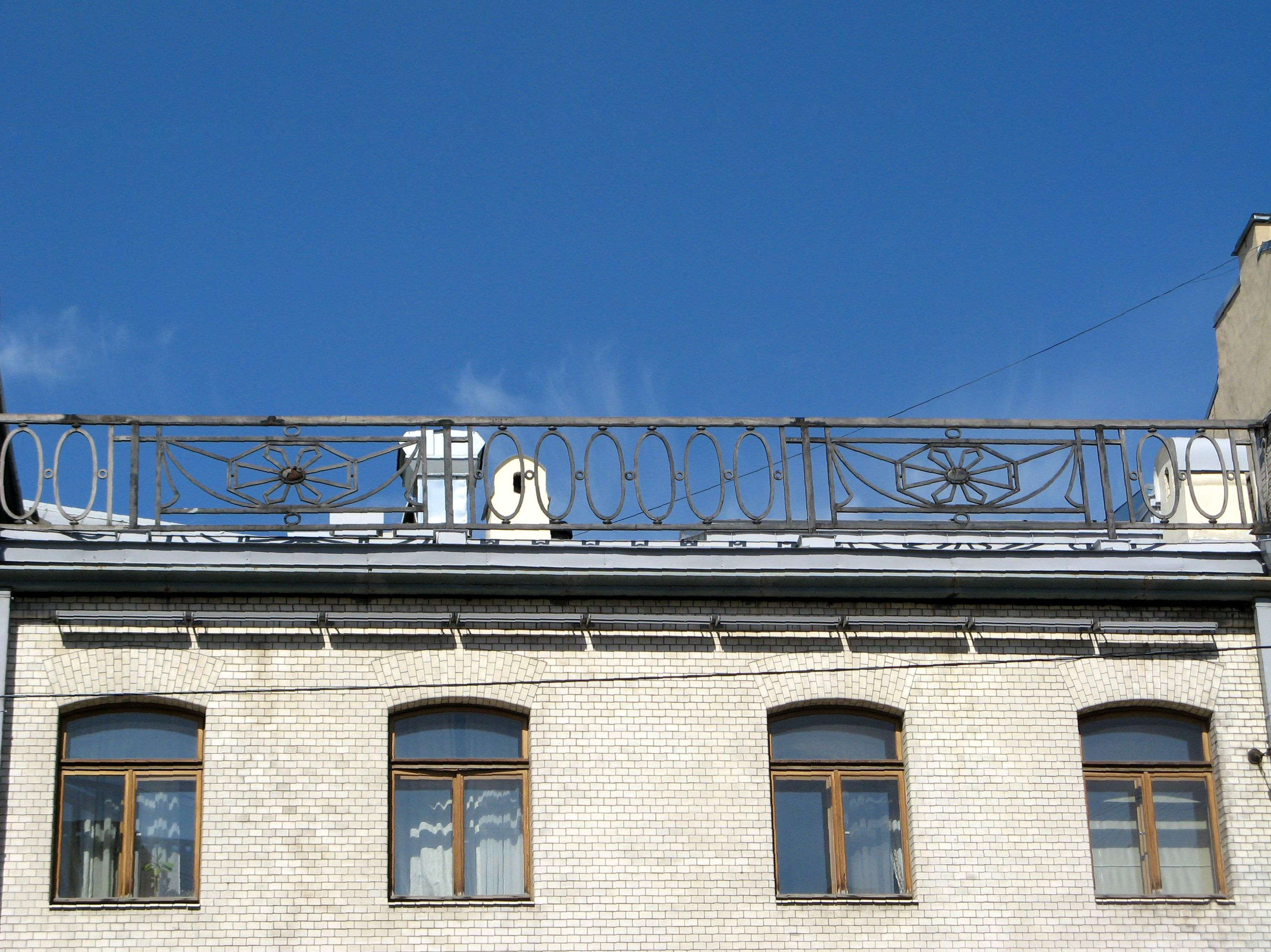
Узорная решётка
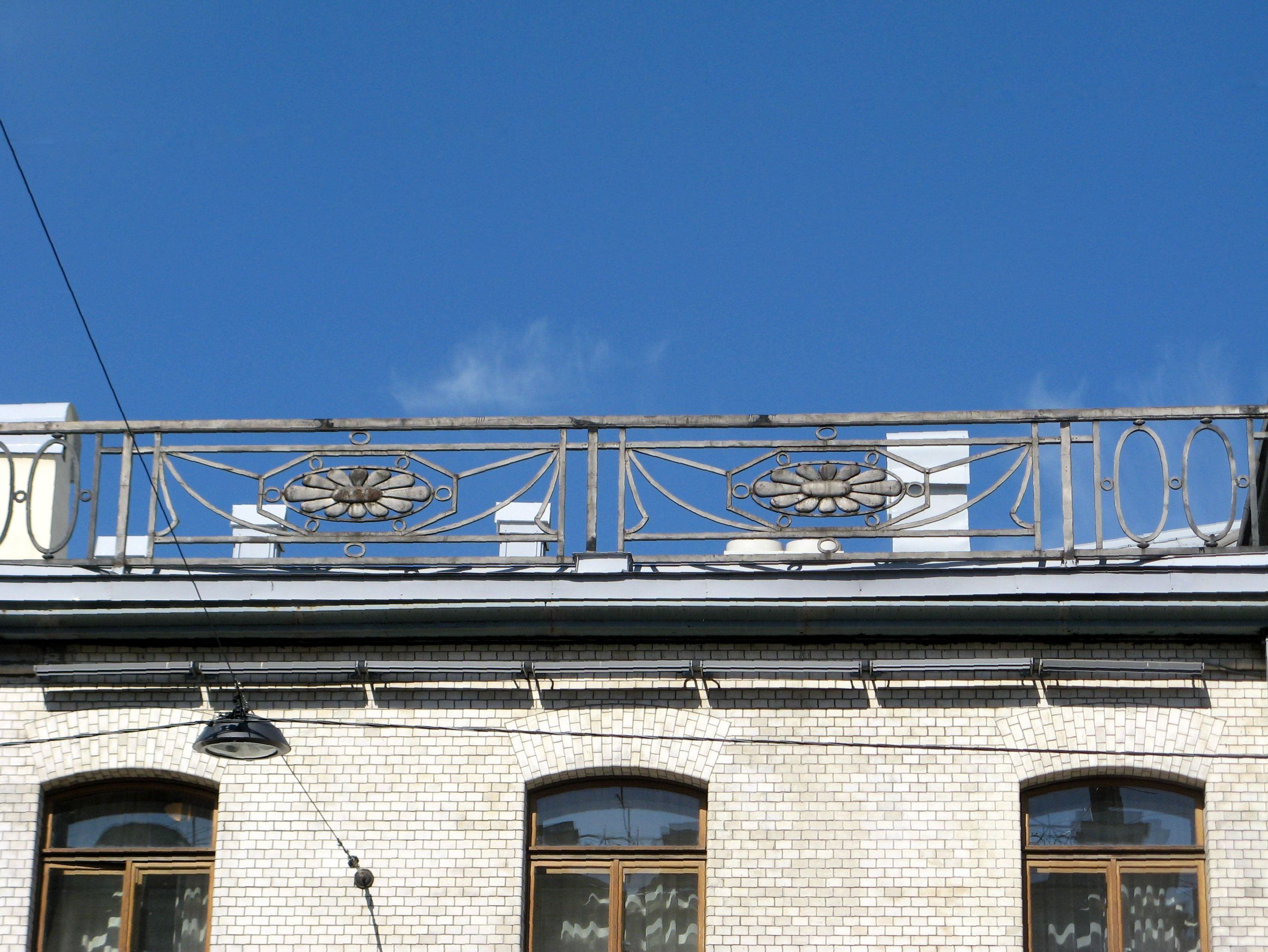
Узорная решётка
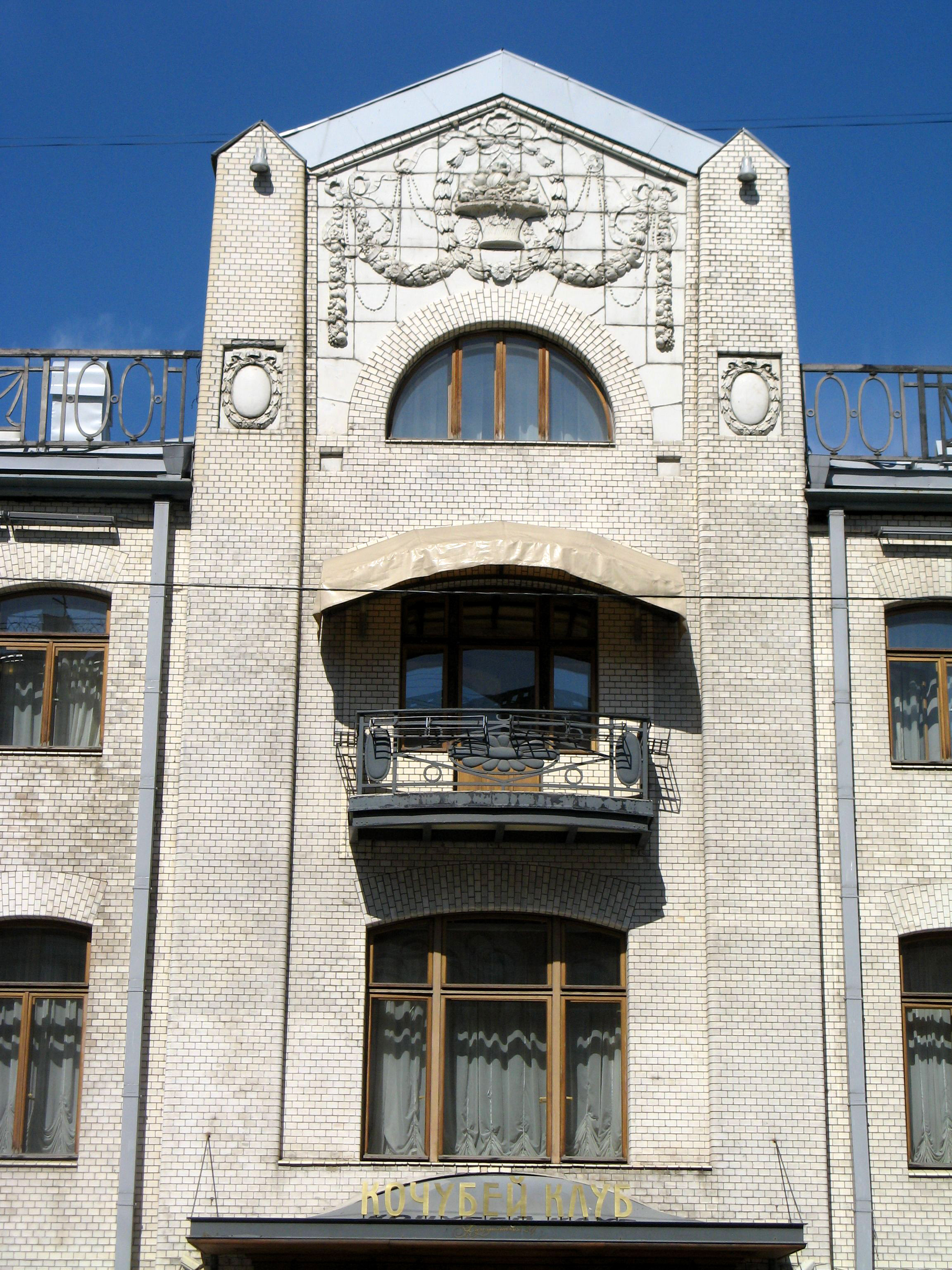
Центральный ризалит